# Schizoanaliza
Schizoanaliza (fr. schizoanalyse) – termin wprowadzony w 1972 roku przez filozofa Gilles'a Deleuze i psychoterapeutę Felixa Guattariego w ich książce L'Anti-Œdipe (Anty-Edyp), jednym z dwóch tomów noszących "duży" tytuł Capitalisme et schizophrénie. Pojęcie to wpisuje się w nurt psychiatrii materialistycznej i jest szczególnym przypadkiem w teorii systemowej. Formowanie pojęcia było kontynuowane w drugim tomie książki Mille Plateaux. Schizoanaliza kształtowana była przez obu autorów i indywidualnie w pracach Guattariego, np. w książce Chaosmose (1992).

## Charakterystyka pojęcia

### Konstrukt teoretyczny
Za punkt wyjścia w schizoanalizie nie podejmuje się rozpoznawania objawów jako zjawisk prowadzących do odsłonięcia kompleksu, gdyż każdy przejaw ludzkiej natury jest czymś, co prowadzi do ujawnienia prądów pragnienia/pożądania (czegoś zupełnie różnego od kompleksu). Jako źródła stawiano dwóch autorów: Marksa – pierwiastek rewolucyjny oraz ekonomiczny i Nietzschego – pierwiastek szaleństwa.
Składnikami obiektywnymi, których treść jest odmienna w każdym analizowanym przypadku są przejścia: od paranoi do schizofrenii, od faszyzmu do rewolucji, od załamań do przełamań. Faszyzm jest tu ujmowany w bardzo szerokim znaczeniu jako wszystko (absolutnie wszystko), co zniewala: począwszy od Polityki, Ekonomii, Szkoły, Kościoła, a skończywszy na Ego, jakim je widział Freud. Ekstremalne oscylacje uwidaczniają się w przejściu od poziomu zerowego (wyraża go skarga neurotyka "Nie prosiłem się na ten świat... Zostawcie mnie w spokoju"), czyli od ciała bez narządów do poziomu n-tej potęgi (wyraża go stan psychotyczny schizofrenika "Jestem całym istnieniem, wszystkimi imionami w historii"), czyli "schizofrenicznego przebiegu pragnienia/pożądania".

### Metoda badania
Schizoanaliza jest nastawiona na badanie procesu zachodzącego według schematu:
pragnienie/pożądanie ⇒ wytwarzanie/produkowanie
W badaniu tym nie chodzi o wytworzenie konstruktu, schematu, wewnętrznej budowy człowieka, ale o dostęp do nieskrępowanej ludzkiej natury, która pragnie/pożąda poprzez pewne siły, i one właśnie są tematem zainteresowania tej techniki – bez uprzedmiotawiania ich. Badanie procesu, a nie jakby stop-klatki filmu.

## Kapitalizm i schizofrenia
W Capitalisme et schizophrénie, wątkiem przewodnim jest tarcie pomiędzy Marksem i Nietzschem, między rewolucją i myślą, między bojownikiem-Guattarim i filozofem-Deleuzem. Te tarcia powodują powstanie trzech konstruktów:
1. "maszyny" artystycznej, korzystającej z intuicyjnego modelu wiedzy;
2. "maszyny" rewolucyjnej, korzystającej z praktycznego modelu wiedzy;
3. "maszyny" analizującej, która zaś korzysta z modelu wiedzy opartego o namysł, refleksję.

Autorzy zachęcają do wyzbycia się zniewalającego ego, by porzucić wszystko, co antropomorficzne, uzbrojone w antropologię; wszystkich mitów i wzorców tragicznych (z zakresu teatru) i całego egzystencjalizmu. Droga odrzucania wszystkich tych kajdan wiedzie do odczucia wszystkiego, co "nieludzkie" w człowieku – chceń, sił, jego przekształceń i przeobrażeń.
Według Anti-Oedipus, powinność uczenia się od psychotyków rozbijania struktur edypalnych i wszelkich reżimów, polegającego na skrajnych posunięciach polityki pragnienia (sensu stricto) i wyzbyciu się wszystkich wierzeń, jest jedyną drogą do wyzwolenia się od tyranii mistyfikacji, która nas otacza. Dojście do prawdy ludzkiej natury polega na unieważnieniu wszystkich władających człowiekiem struktur edypalnych i podporządkowań władzy, takich jak:
- rodzina (psychoanalityczny trójkąt "tatuś-mamusia-ja"), efekt podążenia w tym kierunku, to "sierota";
- wierzenia, efektem jest "ateista";
- przynależność etnologiczna i terytorialna, efekt – "koczownik" (nomada).

Podążenie jednocześnie we wszystkich tych kierunkach pozwala na uniknięcie uwięzienia w schemacie, kodzie czy jakimkolwiek narzędziu wyjaśniającym. Schizoanaliza przeprowadzana na schizofrenikach upewnia nas tylko, że jesteśmy chorzy na samych siebie – podporządkowanie wobec ego.
Według autorów "Anti-Oedipus", szaleństwo (vide: Nietzsche) jest skrajną metodą wyłamania się spod jakiejkolwiek władzy, za pomocą odłączenia się (izolacji).
Natura ludzka okazuje się jednocześnie indywidualna i kolektywna – może objawiać się w jednostce oraz we wspólnych pragnieniach kolektywu.
"Deleuze i Guattari podsumowują, że pragnienie/pożądanie, każda maszyna-pragnąca jest zawsze kombinacją różnych składników i sił każdego rodzaju. Należy wysłuchać nie tylko rewolucjonistów, ale wszystkich tych, którzy wiedzą jak być prawdziwie niezależnymi."